# Joe Lara
William Joseph „Joe“ Lara (* 2. Oktober 1962 in San Diego, Kalifornien; † 29. Mai 2021 bei Smyrna, Tennessee) war ein US-amerikanischer Schauspieler und Musiker.

## Leben
Der aus Kalifornien stammende Joe Lara wuchs in San Diego auf und hatte eine gemeinsame Tochter mit der Schauspielerin Natasha Pavlovich. Am 18. August 2018 heiratete er die Predigerin und Sachbuchautorin Gwen Shamblin-Lara (1955–2021), mit der er in Brentwood im US-Bundesstaat Tennessee lebte.
Am 29. Mai 2021 kam Lara im Alter von 58 Jahren zusammen mit sechs weiteren Personen, darunter seine Ehefrau und ihr Schwiegersohn, bei einem Flugzeugabsturz ums Leben, nachdem ihr Cessna-Citation-501-Jet in den Percy Priest Lake in der Nähe von Smyrna südöstlich von Nashville gestürzt war. Aus dem vorläufigen Bericht über den Flugzeugabsturz geht hervor, dass der Pilot Joe Lara sowohl über eine gültige US-Pilotenzertifizierung für den Maschinentyp, als auch über ein aktuelles fliegerärztliches Tauglichkeitszeugnis verfügte. Die Unfallursache wird vom National Transportation Safety Board untersucht.

## Karriere
Lara wurde in seiner Rolle als Tarzan in dem Fernsehfilm Tarzan in Manhattan und der Nachfolgeserie Tarzan – Die Rückkehr bekannt. Auf dem Höhepunkt seiner Karriere spielte Joe Lara in zwei Actionfilmen mit: Armstrong und Warhead. Weitere Actionfilme, in denen Lara mitwirkte, sind Steel Frontier und American Cyborg.
Nach zwanzig Jahren gab er 2002 die Schauspielerei auf und widmete sich der Country-Musik; 2009 erschien sein Debütalbum Joe Lara: The Cry of Freedom. Zuletzt trat er 2018 in dem Film Summer of ’67 in Erscheinung, sein schauspielerisches Schaffen umfasst 28 Produktionen für Film und Fernsehen.

## Filmografie (Auswahl)
- 1988: Night Wars
- 1989: Tarzan in Manhattan (Fernsehfilm)
- 1990: Rauchende Colts: Der letzte Apache (Fernsehfilm)
- 1992: Heiße Nächte in L.A. (Sunset Heat)
- 1992: Urlaubsflug auf die Insel des Grauens (Danger Island)
- 1993: American Cyborg (Steel Warrior)
- 1993: Tropical Heat (Fernsehserie, Folge Ein fast perfekter Mord)
- 1993: Baywatch – Die Rettungsschwimmer von Malibu (Fernsehserie, Folge 4x07 In den Fängen des Bösen – Teil 2)
- 1995: Steel Frontier
- 1995: Hologram Man
- 1995: Live Wire 2: Human Timebomb
- 1995: Final Equinox
- 1996: Warhead
- 1996–2000: Tarzan – Die Rückkehr (Tarzan: The Epic Adventures; Fernsehserie, 22 Folgen)
- 1997: Operation Delta Force (Fernsehfilm)
- 1998: Armstrong
- 1999: 127 Tage Todesangst (Lima: Breaking the Silence)
- 2000: Doomsdayer
- 2018: Summer of ’67